# Tetragoneura flavicincta
Tetragoneura flavicincta är en tvåvingeart som beskrevs av Freeman 1951. Tetragoneura flavicincta ingår i släktet Tetragoneura och familjen svampmyggor. Inga underarter finns listade i Catalogue of Life.